# 勝手神社 (韮崎市)
勝手神社（かってじんじゃ）は、山梨県韮崎市の神社。

## 歴史
961年（応和元年）に創建された。大和国吉野山の勝手神社から分霊を勧請したものである。
当社には石の鳥居がある。高さは1.72メートルであるが、柱の直径が35センチメートルもあり、全体として「ずんぐり」とした鳥居である。平安時代に建立されたものである。同県北杜市の宇波刀神社にも類似の鳥居がある。

## 文化財
- 勝手神社石鳥居（山梨県指定有形文化財 昭和34年2月9日指定）[3]
- 勝手神社のケヤキ（韮崎市指定文化財）[4]

## 交通アクセス
- 韮崎駅より徒歩17分。